# Richard Morgan
Richard K. Morgan (Londres, 24 de septiembre de 1965) es un escritor y guionista inglés de ciencia ficción y fantasía. Ganador del Premio «Philip K. Dick» en 2003 por la novela Carbono alterado.

## Biografía
Nacido en Londres y criado en el pueblo de Hethersett, cercano a Norwich, Morgan estudió historia en el Queens' College de la Universidad de Cambridge. Después de graduarse se dedicó a la enseñanza del inglés en el extranjero, dando clases en Estambul, Ankara y Madrid. Tras 14 años enseñando y haber obtenido un puesto en la Universidad de Strathclyde, la publicación de su primera novela en 2002 le llevó a convertirse en escritor a tiempo completo. Actualmente reside en Norfolk, junto a su mujer y su hijo.

## Premios y nominaciones
- Ganador del premio Philip K. Dick al mejor libro (2003) por Altered Carbon[2]
- Nominado del premio Arthur C. Clarke al mejor libro (2005) por Market Forces[5]
- Ganador del premio John W. Campbell Memorial a la mejor novela (2005) por Market Forces[6]
- Nominado a los Premio BSFA a la mejor novela (2007) por Black Man
- Ganador del premio Arthur C. Clarke al mejor libro (2008) por Black Man